# فرفیون بویناک
فرفیون بویناک (نام علمی: Mallotus claoxyloides) نام یک گونه از زیرخانواده فرفیونیان آکالیفویدئا است.